# Relatório Brundtland
Relatório Brundtland é o documento intitulado Nosso Futuro Comum (Our Common Future), publicado em outubro de 1987. Coordenado pela então primeira-ministra da Noruega, Gro Harlem Brundtland, a Comissão Mundial sobre Meio Ambiente e Desenvolvimento originou um documento no qual houve a disseminação da ideia de desenvolvimento sustentável, conceito o qual vinha sendo concebido desde a década de 1970.
O relatório Brundtland indicou que a pobreza dos países do terceiro mundo e o consumismo elevado dos países do primeiro mundo eram causas fundamentais que impediam um desenvolvimento igualitário no mundo e, consequentemente, produziam graves crises ambientais. Também trazia ainda dados sobre o aquecimento global, as chuvas ácidas e a destruição da camada de ozônio, temáticas que também eram bastante novas para o momento de seu lançamento, inclusive sugerindo à Assembleia Geral da Nações Unidas a necessidade da realização de uma nova conferência internacional para avaliar esses e outros grandes impactos sofridos pelo meio ambiente nos anos anteriores, como perda da biodiversidade e ocorrências de desastres ecológicos de responsabilidades industriais. E ainda foi a primeira tentativa de estabelecer uma série de metas a serem seguidas por nações de todo o mundo para evitar o avanço das destruições ambientais e o desequilíbrio climático, embora até a atualidade as nações ainda não conseguiram criar um consenso sobre como agir em conjunto em prol do desenvolvimento sustentável.
A postura relativamente neutra do documento fez com que ele fosse bem aceito tanto pelos países desenvolvidos como pelos países em desenvolvimento, já que, diferentemente de trabalhos anteriores, não atribuía culpa ao crescimento e à industrialização pela destruição da natureza, mas sugeria o estabelecimento de limites para controle da degradação ambiental e estimulava a superação da pobreza através de desenvolvimento.

## Antecedentes
O relatório faz parte de uma série de iniciativas, anteriores à Agenda 21, as quais reafirmam uma visão crítica do modelo de desenvolvimento adotado pelos países industrializados e reproduzido pelas nações em desenvolvimento, e que ressaltam os riscos do uso excessivo dos recursos naturais sem considerar a capacidade de suporte dos ecossistemas. O relatório aponta para a incompatibilidade entre desenvolvimento sustentável e os padrões de produção e consumo vigentes.
No início da década de 1980, a ONU retomou o debate das questões ambientais. Indicada pela entidade, a primeira-ministra da Noruega, Gro Harlem Brundtland, chefiou a Comissão Mundial sobre o Meio Ambiente e Desenvolvimento, para estudar o assunto. O documento final desses estudos chamou-se Nosso Futuro Comum, também conhecido como Relatório Brundtland. Apresentado em 1987, propõe o desenvolvimento sustentável, que é “aquele que atende às necessidades do presente sem comprometer a possibilidade de as gerações futuras atenderem às suas necessidades”.
Fica muito claro, nessa nova visão das interações entre humanos e meio ambiente que não existe apenas um limite mínimo para o bem-estar da sociedade; há também um limite máximo para a utilização dos recursos naturais, de modo que sejam conservados.
| “ | O desenvolvimento sustentável é o desenvolvimento que encontra as necessidades atuais sem comprometer a habilidade das futuras gerações de atender suas próprias necessidades.(...) Muitos de nós vivemos além dos recursos ecológicos, por exemplo, em nossos padrões de consumo de energia(...) No mínimo, o desenvolvimento sustentável não deve pôr em risco os sistemas naturais que sustentam a vida na Terra: a atmosfera, as águas, os solos e os seres vivos.(...) Na sua essência, o desenvolvimento sustentável é um processo de mudança no qual a exploração dos recursos, o direcionamento dos investimentos, a orientação do desenvolvimento tecnológico e a mudança institucional estão em harmonia e reforçam o atual e futuro potencial para satisfazer as aspirações e necessidades humanas. | ” |

## Medidas propostas
Segundo o Relatório da Comissão Brundtland, uma série de medidas devem ser tomadas pelos países para promover o desenvolvimento sustentável. Entre elas:
- limitação do crescimento populacional;
- garantia de recursos básicos (água, alimentos, energia) a longo prazo;
- preservação da biodiversidade e dos ecossistemas;
- diminuição do consumo de energia e desenvolvimento de tecnologias com uso de fontes energéticas renováveis;
- aumento da produção industrial nos países não-industrializados com base em tecnologias ecologicamente adaptadas;
- controle da urbanização desordenada e integração entre campo e cidades menores;
- atendimento das necessidades básicas (saúde, escola, moradia).

Em âmbito internacional, as metas propostas são:
- adoção da estratégia de desenvolvimento sustentável pelas organizações de desenvolvimento (órgãos e instituições internacionais de financiamento);
- proteção dos ecossistemas supra-nacionais como a Antárctica, oceanos, etc, pela comunidade internacional;
- banimento das guerras;
- implantação de um programa de desenvolvimento sustentável pela Organização das Nações Unidas (ONU).

O conceito de desenvolvimento sustentável deve ser assimilado pelas lideranças de uma empresa como uma nova forma de produzir sem degradar o meio ambiente, estendendo essa cultura a todos os níveis da organização, para que seja formalizado um processo de identificação do impacto da produção da empresa no meio ambiente e resulte na execução de um projeto que alie produção e preservação ambiental, com uso de tecnologia adaptada a esse preceito.
Algumas outras medidas para a implantação de um programa minimamente adequado de desenvolvimento sustentável são:
- uso de novos materiais na construção;
- reestruturação da distribuição de zonas residenciais e industriais;
- aproveitamento e consumo de fontes alternativas de energia, como a solar, a eólica e a geotérmica;
- reciclagem de materiais reaproveitáveis;
- consumo racional de água e de alimentos;
- redução do uso de produtos químicos prejudiciais à saúde na produção de alimentos.

O atual modelo de crescimento econômico gerou enormes desequilíbrios; se, por um lado, nunca houve tanta riqueza e fartura no mundo, por outro lado, a miséria, a degradação ambiental e a poluição aumentam dia-a-dia. Diante desta constatação, surge a ideia do Desenvolvimento Sustentável (DS), buscando conciliar o desenvolvimento econômico com a preservação ambiental e, ainda, ao fim da pobreza no mundo.Assim como mencionado Sustentabilidade em tendo um alto desenvolvimento ao decorrer dos anos através de suas hierarquias.